# 長善連
長 善連（ちょう よしつら、享保14年11月2日（1729年12月21日）- 宝暦6年12月9日（1757年1月28日））は、加賀藩年寄。加賀八家長家第6代当主。
父は長高連。母は前田孝行の娘。正室は本多政昌の娘。養子は長連起。幼名は新十郎。通称は九郎左衛門。

## 生涯
享保14年（1729年）11月2日、加賀藩年寄長高連の子として生まれる。享保20年（1735年）、高連の死去により、7歳で家督と3万3000石の知行を相続する。幼いため、伯父の前田孝資が後見し、家老が家政を代行した。宝暦2年（1752年）7月、宮越浦で家臣に火矢、大筒の発射演習を行わせ実見する。宝暦6年（1756年）12月9日没。享年28。墓所は金沢市野町開禅寺。家督は従弟の連起が相続した。